# Acacia pachyacra
Acacia pachyacra é uma espécie de leguminosa do gênero Acacia, pertencente à família Fabaceae.